# Brujería
Brujería är ett mexikanskt-amerikanskt death metal/grindcore-band aktivt från slutet av 80-talet. Bandnamnet betyder häxkraft på spanska och deras kontroversiella låttexter handlar oftast om politik, antikristendom, satanism, invandring och narkotikasmuggling. Alla bandets låttexter är skrivna på spanska.

## Medlemmar

### Nuvarande medlemmar
- Fantasma (Pat Hoed) – basgitarr, sång (1989–)
- Juan Brujo (Juan Lepe) – sång (1989–)
- Hongo (Shane Embury) – gitarr (1989–)
- Pinche Peach – sång, sampler (1989–)
- Hongo Jr. (Nicholas Howard Barker) – trummor (2002–2005, 2016–)
- El Sangrón (Henry Sanchez) – sång (2015–)
- El Criminal (Georg Anton Reisenegger von Oepen) – gitarr (2016–)

### Tidigare medlemmar
- Marijuano Machete (Antonio Hernandez) – sång, elektronik, sampler
- Güero Sin Fe (William David Gould Junior) – basgitarr, gitarr (1989–2002
- Asensino (Dino Cazares) – gitarr (1989–2005)
- Hozicon Jr. (aka Jello Biafra, eg. Eric Reed Boucher) – sång (1989–1992)
- Greñudo (Raymond Herrera) – trummor (1992–2002)
- Pititis (Gabriela Dominguez) – gitarr, sång (1999–2016)
- Cristo de Pisto (Jesús Ernesto Pintado Andrade) – gitarr (2000; död 2006)
- Maldito X (Antonio Campos) – sång (2001)
- El Cynico (Jeffrey Walker) – basgitarr, gitarr, sång (2006–2016)
- El Angelito (Tony Laureano) – trummor (2006)
- El Podrido (Adrian Paul Erlandsson) – trummor (2006–2014)
- El Clavador (Daniel John Erlandsson) – trummor (2012–2014)

### Livemedlemmar
Nuvarande
- Aa Kuernito (Christian Paccou) – gitarr (2012–)
- La Bruja Encabronada (Jessica Pimentel) – sång (2017–)
- Steve Goldberg – basgitarr (2018–)

Tidigare
- El Embrujado (Patrik Jensen) – gitarr (1997, 2006)
- Hongo Jr. (Nicholas Howard Barker) – trummor (2012–2014)
- El Sangrón (Henry Sanchez) – basgitarr (2014)
- La Fokin Biche (Fernanda) – sång (2016–2017)
- El Podrido (Adrian Paul Erlandsson) – trummor (2017)

## Diskografi

### Studioalbum
- Matando Güeros – 1993
- Raza Odiada – 1995
- Brujerizmo – 2000
- Pocho Aztlan – 2016

### EP
- 1990 – ¡Demoniaco!
- 1992 – ¡Machetazos!
- 2000 – Marijuana

### Singlar
- 1994 – "El Patrón"
- 2008 – "Debilador"
- 2010 – "California Uber Aztlan"
- 2014 – "Angel Chilango"
- 2016 – "Viva Presidente Trump!"
- 2019 – "Amaricon Czar"

### Samlingsalbum
- 1994 – Best of Grindcore and Destruction
- 1996 – At Deaths Door II
- 1999 – Spanglish 101
- 2001 – Mextremist! Greatest Hits
- 2002 – The Singles
- 2003 – The Mexecutioner! - The Best of Brujeria

## Officiella länkar
- Wikimedia Commons har media som rör Brujería.
- Officiell webbplats